# Devil's Chest
Devil's Chest es una película bélica ugandesa de 2017 sobre la insurgencia del Ejército de Resistencia del Señor en el norte de Uganda. Fue escrita, producida y dirigida por Hassan Mageye. Está protagonizado por Hasifah Nande Nakitende y Samuel Rogers Masaaba. Se estrenó en Gulu en octubre de 2017 y en Kampala en mayo de 2019.

## Sinopsis
Durante la insurgencia del Ejército de Resistencia del Señor en el norte de Uganda, una mujer de la aldea se ve obligada a ser esposa del líder rebelde Joseph Kony, el hombre que mató a su marido. Ella se convierte en soldado y lucha por su libertad.

## Recepción
La película fue bien recibida en Uganda y en toda África por su historia, actuación y dirección. Recibió la mayor cantidad de nominaciones (nueve) en la quinta edición del Festival de Cine de Uganda en 2017 y ganó cuatro premios, incluidos Mejor Largometraje y Mejor Director. También fue nominada en los Africa Magic Viewers 'Choice Awards 2018 (AMVCA) como Mejor Película de África Oriental y Mejor Película en General. Sin embargo, se criticaron algunos de sus aspectos técnicos, narrativos y de acción. Collins Kakwezi del Amakula Film Festival la calificó como un proyecto fallido, citando que faltaban escenas de acción y que el líder rebelde, Joseph Kony, fue retratado como un hombre amable a través del actor Samuel Rogers Masaaba.

## Premios y nominaciones
| Premios y nominaciones | Premios y nominaciones                 | Premios y nominaciones                 | Premios y nominaciones  | Premios y nominaciones | Premios y nominaciones |
| Año                    | Premiación                             | Categoría                              | Nominado                | Resultado              | Ref.                   |
| ---------------------- | -------------------------------------- | -------------------------------------- | ----------------------- | ---------------------- | ---------------------- |
| 2017                   | Premios del Festival de Cine de Uganda | Mejor guion                            | Hassan Mageye           | Nominado               | [ 9 ] [ 10 ]           |
| 2017                   | Premios del Festival de Cine de Uganda | Mejor vestuario y diseño de producción | Hassan Mageye           | Nominado               | [ 9 ] [ 10 ]           |
| 2017                   | Premios del Festival de Cine de Uganda | Mejor fotografía                       | Hassan Mageye           | Ganador                | [ 9 ] [ 10 ]           |
| 2017                   | Premios del Festival de Cine de Uganda | Mejor sonido                           | Hassan Mageye           | Ganador                | [ 9 ] [ 10 ]           |
| 2017                   | Premios del Festival de Cine de Uganda | Mejor edición y postproducción         | Hassan Mageye           | Ganador                | [ 9 ] [ 10 ]           |
| 2017                   | Premios del Festival de Cine de Uganda | Mejor actriz                           | Hasifah Nande Nakitende | Nominada               | [ 9 ] [ 10 ]           |
| 2017                   | Premios del Festival de Cine de Uganda | Mejor actor de largometraje            | Samuel Rogers Masaaba   | Nominado               | [ 9 ] [ 10 ]           |
| 2017                   | Premios del Festival de Cine de Uganda | Mejor Director                         | Hassan Mageye           | Ganador                | [ 9 ] [ 10 ]           |
| 2017                   | Premios del Festival de Cine de Uganda | Mejor largometraje                     | Hassan Mageye           | Ganador                | [ 9 ] [ 10 ]           |
| 2018                   | Africa Magic Viewers Choice Awards     | Mejor película de África del Este      |                         | Nominado               |                        |
| 2018                   | Africa Magic Viewers Choice Awards     | Mejor película general                 |                         | Nominado               |                        |
| 2018                   | Festival de Cine de Amakula            | Mejor largometraje                     |                         | Nominado               |                        |